# Leptactina schubotziana
Leptactina schubotziana är en måreväxtart som beskrevs av Kurt Krause. Leptactina schubotziana ingår i släktet Leptactina och familjen måreväxter.
Artens utbredningsområde är Kongo-Kinshasa. Inga underarter finns listade i Catalogue of Life.